# Полидор (Кадмов син)
Полидор (грч. Πολύδωρος) је у грчкој митологији био тебански краљ.

## Митологија
Био је син Кадма и Хармоније и када је Кадмо отишао у Илирију, преузео је престо. Међутим, свргнуо га је његов сестрић Пентеј. Са Никтеидом је имао је сина Лабдака. О њему је писало више аутора; Аполодор, Хесиод, Хигин, Нон, Паусанија и Херодот.